# Röchelruf
Röchelruf ist eine Bezeichnung für einen Notruf, bei dem der Anrufer nicht mehr in der Lage ist, seinen Namen und seine Anschrift zu nennen. Um ihm trotzdem Hilfe schicken zu können, werden der Notrufzentrale die Daten des Anrufers über die Rufnummer zur Verfügung gestellt. Wichtig ist diese Möglichkeit vor allem für die Euronotrufnummer 112, in Deutschland auch für die Sondernummer 110 der Polizei.
Bekanntheit erlangte dieser Ausdruck mit der Kommerzialisierung von Voice over IP (VoIP), hier entschied die Bundesnetzagentur, dass der Röchelruf auch darüber funktionieren muss.
Siehe auch: Röchelschaltung